# Incubo tridimensionale
Incubo tridimensionale (Nightmare in 3-D) è la quarta storia della serie horror per ragazzi La Strada della Paura, scritta da R. L. Stine. È stata la quarta ad essere pubblicata in Italia.

## Trama
Wes Parker acquista un giorno, da uno strano emporio, un poster tridimensionale e cerca di guardarlo il più possibile per scoprire qual è la misteriosa figura che si nasconde al suo interno. Quello che lui non sa è che in quel poster si nasconde un'entità viva e maligna che cerca di essere scoperta per uscire dalla sua prigione ed entrare nel mondo reale.